# Miguel Angel Sevilla
 (mai 2020).
Si vous disposez d'ouvrages ou d'articles de référence ou si vous connaissez des sites web de qualité traitant du thème abordé ici, merci de compléter l'article en donnant les références utiles à sa vérifiabilité et en les liant à la section « Notes et références ».
 (mai 2020).
- Si vous ne connaissez pas le sujet, laissez ce bandeau (vous pouvez alors contacter les auteurs).
- Si vous supprimez le contenu mis en cause (vous pouvez préalablement contacter les auteurs),

argumentez précisément cette suppression dans la page de discussion
(un manque de référence n'est pas un argument ; une recherche réelle de référence doit avoir été effectuée, être formellement documentée).
Miguel Angel Sevilla (né en 1945) est un poète, auteur dramatique, docteur en philosophie, metteur en scène et interprète. Il est co-directeur de la Compagnie à force de rêver.

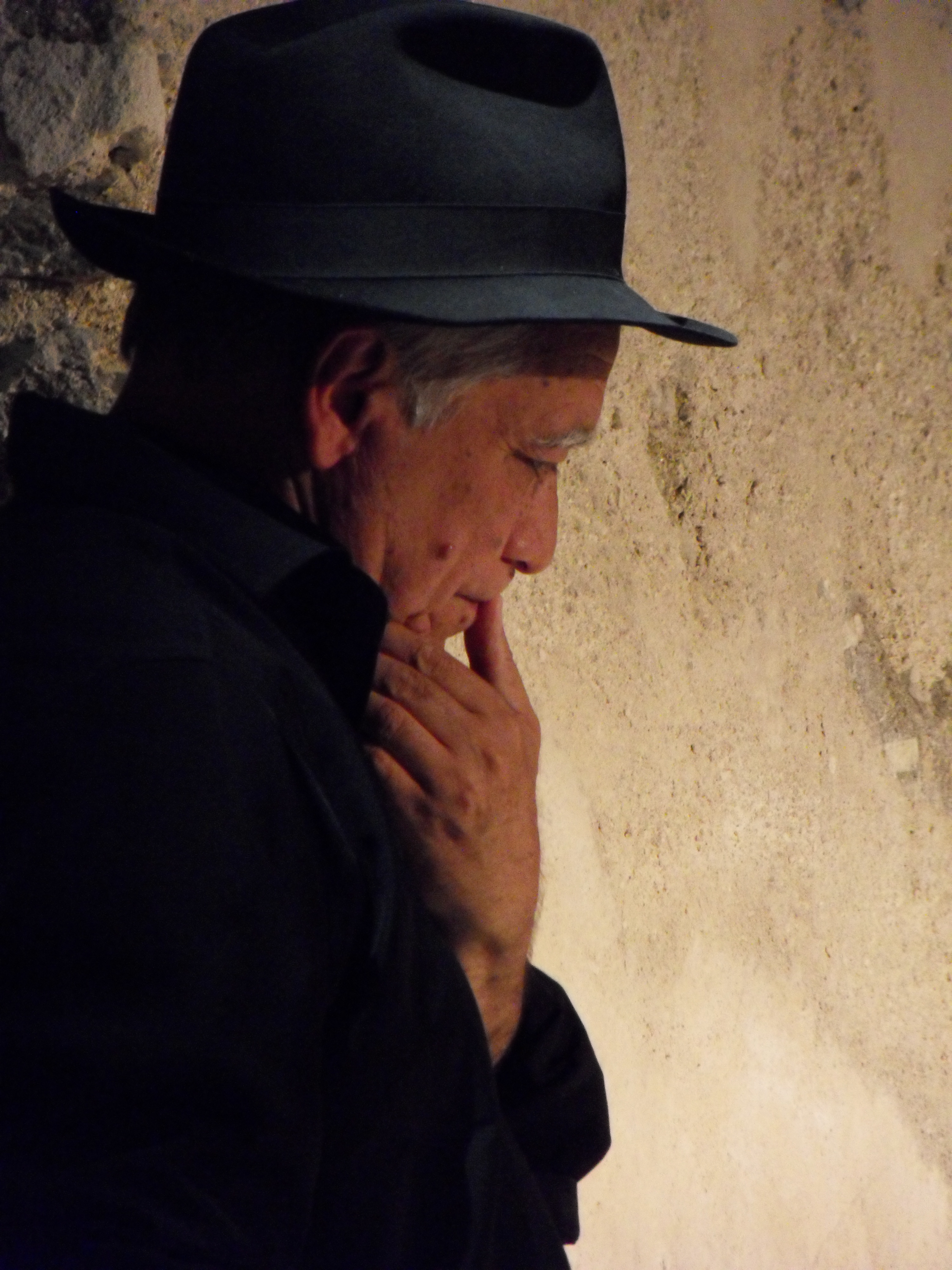
Représentation tangos slams et coplas

## Biographie
Miguel Angel Sevilla naît à San Miguel de Tucumán, en Argentine, en 1945.
Il écrit de la poésie dès son plus jeune âge. À 12 ans, il quitte l’école pour travailler et se consacrer à l’écriture. Tour à tour marchand de journaux, manœuvre maçon, peintre en bâtiment, ouvrier en usine, veilleur de nuit.
À 19 ans, il rejoint un groupe d’aide humanitaire au Nord de l’Argentine, dans la province du Chaco. Il y rencontre des intellectuels européens et décide de reprendre ses études. Il s’inscrit à la faculté Colegio Máximo de San Miguel dans la province de Buenos Aires en philosophie. L’un des responsables du groupe d’aide humanitaire, le prêtre Arturo Paoli, écrit en 1969 en dialoguant avec lui, son livre Diálogo de la liberación, qui marquera la lutte tiers-mondiste sud-américaine. 
La dictature militaire le pousse à partir pour l’Europe. Après l’Italie et la Suisse, où il travaille en usine, il rejoint la France et s’inscrit à l’Université de Besançon.
Avec le retour de la démocratie, il rentre en Argentine. Son séjour sera bref, la terreur recommence, des amis sont enlevés et disparaissent. Miguel Angel Sevilla décide de retourner en France où il s’installe définitivement en 1976. Il entre au Centre Pompidou comme veilleur de nuit et s’inscrit sous la direction de Paul Ricœur en D.E.A. dans la spécialité Philosophie du langage et Théories du récit à la faculté de Nanterre. Encouragé par Paul Ricœur et sous sa direction, il soutiendra avec succès sa thèse sur l’Épistémologie de l’Histoire en France en 1981.
À la même période il rencontre le directeur de la Galerie Charley Chevalier et publie son premier recueil de poèmes, Canto Primero (Poèmes) et son premier texte en français De l’expatrié. Un an plus tard, le sculpteur danois Ib Braase expose au Musée d’art moderne de Copenhague des œuvres sur lesquelles il grave des poèmes de l’auteur. Avec d’autres artistes plasticiens, comme François Bouillon, Rosita Dewez Sancho ou Gérard Zlotykamien, il publie des recueils de poésie et dorénavant écrit surtout en français.
À la même époque, il propose à la comédienne Nathalie Pozzo de lire ses poèmes dans des galeries et des théâtres. Une collaboration artistique naît avec celle qu’il épousera deux ans plus tard. L’expérience du plateau apportée par les lectures publiques l’incite à écrire pour le théâtre. En 1989, ils créent ensemble la Compagnie Nathalie Sevilla qui deviendra par la suite la Compagnie à force de rêver.
Dans ce cadre, Nathalie Sevilla joue et met en scène plusieurs de ses pièces et dès le début celles-ci sont également portées par des comédiens comme John Arnold, Bernadette Lafont, Sylvie Chenus, Philippe Fretun, Bernard Meulien, William Mesguich, Zobeïda Jawa, Andrée Tainsy…
Sans oublier la philosophie, il se consacre de plus en plus à la poésie et au théâtre. Des metteurs en scène, comme Véronique Widock ou Gabriel Debré lui passent des commandes d’écriture ou mettent en scène ses productions.
En 2000, Nathalie Sevilla crée le Laboratoire à Théâtre, un espace de création pour des jeunes en souffrance sociale, handicapés et valides. Il écrit pour eux et avec eux les textes de leurs créations théâtrales. Une quinzaine de pièces naissent de ces rencontres avec des amateurs. 
À la suite d’une résidence de création de la Compagnie à force de rêver en 2009 au Grand Parquet, il découvre le Slam et depuis se produit comme interprète dans plusieurs spectacles poésie/slam avec des musiciens, tout en continuant à écrire du théâtre et de la poésie.
Lorsqu’en 2006 il retrouve sa famille d’Espagne, il écrit l’histoire de la migration de sa grand-mère en Argentine, Maria et ses six ou sept enfants, qui sera publié en 2019 dans De l’expatrié et autres textes, comme si la boucle de l’exil était bouclée. 

## Publications

### Théâtre
- La Légende des jumeaux, La Collection privée du Capitaine (éd. Les Cahiers de l'Égaré) -  (ISBN 978-2-35502-059-9) - avril 2017
- L’auteur éconduit. Pièce courte in Cervantes Shakespeare. Edition collective Les Cahiers de l’Egaré, 2015.
- La guerre titre provisoire. Editions de l’Amandier. 2013
- Les fosses aux loups. Editions de l’Amandier, 2004. Réédition, 2011.
- Alice Droz, suivi de Cléo, la substitution et de Emma, Rosa, Ada. Préface de Daniel Mesguich, Editions de l’Amandier, 2001.
- L’Absente. Dessins Rosita Dewez Sancho. Editions Galerie Charley Chevalier 1988.

### Théâtre jeunesse
- Pierre Pierre le dragon. Dessins de Dana Radulescu. Editions de l’Amandier, 2012.
- Khadija vient à Paris. Dessins de Dana Radulescu. Editions de l’Amandier, 2007.

### Poésie
- Un cadavre exquis, 10 ans d’utopie Publication collective Edition l’Usine Utopik 2019
- De la calle y del exilio (De la rue et de l’exil) édition bilingue. Sin Licencia Editions, Paris 2019
- De l’expatrié et autres textes. Editions de l’Harmattan 2019, préface de Philippe Tancelin
- L’eau m’est venue à la bouche. Editions de l’Harmattan 2018
- Tangos, slams et coplas. Editions de l’Amandier, 2010.
- L’eau, l’autre et la guerre. Editions L’Usine Utopik, 2010.
- Gamine des rues. Editions de L’Harmattan, 1999.

### Livres d'artistes
- Ailleurs. Photographies de Dominique Wallut, 2017.
- R. Fragments et tableaux. Editions Les jardins de Bazouges, 1999.
- Nous n’habitons pas vraiment… Avec Gérard Koch. Fragments-Galerie Suzanne Tarasiève, 1991.
- Le nain des figuiers. Dessins Rosita Dewez Sancho. Galerie-Editions Otalia, 1990.
- La forme de mon ange. Dessins François Bouillon. La Criée. FRAC Rennes, 1987.
- Le passé qui l’entoure. Dessins Rosita Dewez Sancho. Galerie Charley Chevalier, 1986.
- Le rêve d’Ariane. Dessins Gérard Zlotyskamien. Institut d’Orphée, 1986.
- De l’expatrié. Dessins Rosita Dewez Sancho. Galerie Charley Chevalier, 1979.
- Canto Primero. Dessins Manuel Cano del Castro. Galerie Charley Chevalier, 1978.

### Revues
Poèmes et articles dans les revues Artère, Esprit, Les Cahiers Bleus, Plages, 25 (Bruxelles), North-Information (Copenhague), Piedra del Molino (Espagne). La revue de l’enfance et de l’adolescence : Adolescence en exil. 

## Créations théâtrales

### Avec laCompagnie à force de rêver
- La mémoire d’un théâtre sur le point de disparaître. Mise en scène Nathalie Sevilla. Avec Pierre Boucher, Malka Fleurot, Diana Sakalauskaité, Nathalie Sevillla et l’auteur. Théâtre le Local, Paris 2016.
- Pierre Pierre le dragon. Mise en scène de l’auteur. Avec Nathalie Sevilla, Dessins Dana Radulescu Thomas Valliccioni aux percussions. Théâtre le Local et tournée. 2011-2013
- Alice Droz. Mise en scène de l’auteur avec Nathalie Sevilla et William Mesguish. Théâtre Paris-Villette 1997-1998. Reprise en 2001 à Avignon et au Théâtre 14 en 2010 avec François Xavier Lardeur.
- Khadija vient à Paris. Mise en scène de Nathalie Sevilla avec Eric Abrogoua, Gilles Comode, Nicolas Chevrier, François Xavier Lardeur, Laurent Mendy, Tatiana Rojo, Nadège Taravellier, Nathalie Victoire et Farid Zerzour. Théâtre Le Local et Le Grand Parquet. 2007.
- La jeune fille et la nouba (Commande d’écriture). Texte pour le concert du même nom avec Nathalie Sevilla. Direction musicale Ludovic Montet. Théâtre de Charenton. 2006.
- Les fosses aux loups (Fauces) (Commande d’écriture). Mise en scène Nathalie Sevilla. Avec Agathe Arnal, Sylvain Dumont, Frédéric Roustang, Thomas Trigeaud, Miguel Angel Sevilla, Nathalie Sevilla et la participation d’Andrée Tainsy.  La Filature du pont de fer, Lasalle 2005. Tournée dans les Cévennes.
- Emma, Rosa, Ada. Mise en scène de Nathalie Sevilla. Avec Zobeïda et l’auteur, Ludovic Montet et Pierre Bourris. Théâtre de la Vieille Grille, Paris 2003
- Donne-moi du feu, mise en espace de l’auteur avec Ines, François Xavier Lardeur, Simone Tompowsky, Diana Sakalauskaité, Miguel Angel Sevilla, Nathalie Sevilla. Théâtre Avant-Scène de Colombes. Créée au théâtre Le Hublot. Mise en scène Nathalie Sevilla, et tournée 2003-2008
- Cléo, la substitution. Mise en scène de l’auteur. Avec Sylvie Chenus, Nathalie Sevilla et Ludovic Montet (piano). Théâtre Paris-Villette et Médiathèque Ceccano, Festival d’Avignon 1999.
- La Traversée ou l’Archange n’est plus là. Mise en scène Nathalie Sevilla. Avec John Arnold et Bernadette Lafont. Théâtre de l’Atalante, Paris.1996
- Les Enfants Terribles, adaptation du roman de Jean Cocteau. Mise en scène de Nathalie Sevilla avec Fabienne Montero-Braz, Nicolas Bonvoisin, Bruno Forget, Friedericke Laval, Laurent Claret, Edwin Gérard. Ancienne église de Maisons-Laffitte 1993
- L’Absente. Mise en scène de l’auteur. Avec Étienne Sandrin et Nathalie Sevilla. 1990.

### Avec d'autres compagnies
- La guerre titre provisoire (commande d’écriture). Mise en scène Gabriel Debray avec Vincent Viotti. Théâtre le Local, Paris 2013
- L’Amicale de locataires (Commande d’écriture). Mise en scène de Véronique Widock. Avec des élèves, Théâtre Le Hublot 2006.
- Papillons écarlates. Mise en scène d’Olivier Hamel. Théâtre de la Tempête, dans le cadre des Rencontres à la Cartoucherie, 2006.
- La femme gaspillée (Commande d’écriture). Mise en scène de Véronique Widock avec des élèves, Théâtre le Hublot. 2006
- Shîrrîne endormie (Commande d’écriture). Création de Simon Pitaqaj. 2005.
- La Nouvelle Dulcinée. Mise en scène Marie Steen. Théâtre de la Tempête, dans le cadre des Rencontres à la Cartoucherie, 2005.

### Avec Le Laboratoire à Théâtre
Direction artistique et mise en scène Nathalie Sevilla
- La Cité Idéale Radieuse et Éternelle, Salle Gong - centre d’animation Angel Parra, MJC Théâtre de Colombes, MPAA Saint Germain, 2019
- Les étoiles nous regardent d’en haut (l’incendie), MPAA Broussais, MPAA Saint Germain, Théâtre 14 (Festival du Printemps de la création théâtrale), 2018
- Polaroïd, MPAA Saint Germain, Théâtre 14 (Festival du Printemps de la création théâtrale), Maison de Solenn, Hôpital Necker, Hôpital St Maurice, 2016
- Les alvéoles de la mémoire, MPAA Broussais, MPAA Saint Germain, Maison de Solenn, Espace Plein Ciel de l’hôpital Necker, Hôpital St Maurice, 2014
- Place des innocents, Festival Printemps de la création théâtrale (Théâtre 14), Amphithéâtre de l’hôpital Necker, Centre socioculturel Maurice Noguès, 2013
- Le chien d’Ulysse, Confluences, Le Monfort, Maison de Solenn, Amphithéâtre de l’hôpital Necker, Centre socioculturel Maurice Noguès, 2012
- Une note de musique, Festival Printemps de la création théâtrale (Théâtre 14), Maison de Solenn, Amphithéâtre de l’hôpital Necker, Centre socioculturel Maurice Noguès, 2011
- Le Grand Cirque Rialto, Festival Printemps de la création théâtrale (Théâtre 14), Maison de Solenn, Espace Plein Ciel de l’hôpital Necker, Hôpital Bullion, Centre socioculturel Maurice Noguès, 2010
- Khadija et les choses de la vie, Festival Printemps de la jeune création théâtrale (Théâtre 14), Maison de Solenn, hôpital Necker, 2009
- Khadija au bord d’un lac, Festival Printemps de la jeune création théâtrale (Théâtre 14), 2008
- Khadija passe à la télévision, Théâtre de la Cité Internationale, 2007
- Khadija vient à Paris, avec le soutien du Fonds Social Européen, Avignon off, Festival Printemps de la jeune création théâtrale (Théâtre 14), Festival au Féminin (Lavoir Moderne Parisien), 2006

### Spectacles poésie slam
- Poésie bancale et poèmes tangués. Avec l’auteur et Christelle Séry à la guitare. Créé à la Salle Gong Centre Angel Parra. Paris 2019 et tournée
- Tangos tangués et poésie bancale. Avec l’auteur et Louise Jallu au bandonéon. Créé à Granville au Petit théâtre et tournée.
- Tangos, slams et coplas. Avec l’auteur et Chistelle Séry à la guitare. Reprise avec Lucie Delahaye. Théâtre le Local, Paris. Tournée 2011-2013
- Le bâton d’arara. Avec l’auteur et la guitariste Christelle Séry. Théâtre de la Vieille Grille 2005-2006

### Lectures et mises en espace
- Emma, Rosa Ada. Mise en espace Nathalie Sevilla avec Andrée Tainsy. Festival de l’Isle-sur-la- Sorgue 2002
- Les Invités Manquants. Mise en espace de Julia Zumina. Rencontres à la Cartoucherie, juin 1998.
- Le verre à pied. Mise en espace de Nathalie Sevilla. Lasalle 2005.
- Le livre de Clémence. Avec André Tainsy. Lecture au Théâtre Paris-Villette. 2002.
- La Fin de Robert Chaliot. Lecture dirigée par l’auteur. Avec Philippe Fretun, Christine Brucher, Nathalie Sevilla, Cécile Viollet. Théâtre Paris-Villette, 1998.
- La traversée ou l’archange n’est plus là. Avec Philippe Fretun. Centre dramatique National de Nancy